# Gary Condit
Gary Adrian Condit (Salina, 21 aprile 1948) è un politico statunitense, membro della Camera dei Rappresentanti per lo stato della California dal 1989 al 2003.

## Biografia

### Formazione e carriera politica
Nato e cresciuto nell'Oklahoma, all'età di diciott'anni Condit sposò la sua fidanzata Carolyn, incinta del loro primo figlio, contravvenendo alle leggi dello stato: essendo infatti imposta l'età minima di ventuno anni, Condit dichiarò mendacemente di averne venticinque. La coppia si trasferì poco dopo in California, dove il padre di Condit aveva ottenuto un pastorato. Qui il ragazzo frequentò il college, svolgendo nel frattempo lavori saltuari.
Entrato in politica con il Partito Democratico, nel 1972 entrò nel consiglio comunale di Ceres e due anni più tardi fu eletto sindaco della città. Fino al 1982 fu membro del consiglio dei supervisori della contea di Stanislaus, poi fu eletto all'interno dell'Assemblea generale della California, dove rimase per sette anni.
Nel 1989, quando il deputato Tony Coelho rassegnò le dimissioni dalla Camera dei rappresentanti, Condit prese parte alle elezioni speciali indette per riassegnare il seggio e riuscì a vincerle. Negli anni successivi fu rieletto sei volte.

### Il caso Chandra Levy
La sua carriera politica subì un duro contraccolpo quando nell'estate del 2001 venne coinvolto in uno scandalo: si scoprì che Condit, un democratico dalle posizioni moderate e centriste che aveva criticato il Presidente Clinton all'epoca del Sexgate, intratteneva diverse relazioni extraconiugali; una delle sue amanti, la stagista Chandra Levy, era improvvisamente sparita nel maggio di quell'anno. Il deputato inizialmente negò di avere una relazione sessuale con la ragazza, ma le testimonianze dei parenti della scomparsa e di altre amanti lo portarono ad ammettere la tresca dapprima agli inquirenti e poi pubblicamente, in un'intervista televisiva con la giornalista della ABC Connie Chung.
La storia della misteriosa sparizione di Chandra Levy riempì per diversi mesi le pagine dei giornali e i servizi televisivi, finendo per essere accantonata solo dopo i fatti dell'11 settembre. L'immagine pubblica di Condit risentì fortemente del suo coinvolgimento, tanto che da una serie di sondaggi d'opinione effettuati da Fox News emerse che il 70% dei rispondenti pensavano che il deputato non avesse raccontato tutto ciò che sapeva in merito. L'eco mediatica negativa portò Condit a perdere le primarie per le elezioni del 2002, di fatto troncando definitivamente la sua carriera politica.
A un anno di distanza dalla scomparsa, i resti del cadavere della ragazza furono ritrovati in un parco pubblico di Washington. Per l'omicidio della ragazza fu indagato e processato un immigrato salvadoregno, Ingmar Guandique, già arrestato per aggressioni sessuali nello stesso luogo. Dopo anni di ricorsi, Guandique fu assolto dall'accusa d'omicidio nel 2016, dato che si scoprì che il testimone che lo aveva incastrato, tale Armando Morales, era un informatore del carcere che aveva falsificato la testimonianza ed era già noto per essere un mitomane. L'accusa riusci però ad ottenere il rimpatrio di Guandique in El Salvador per i vecchi reati. Visti questi risvolti il caso Chandra Levy rimane insoluto.

### Anni successivi
Dopo aver lasciato il Congresso, Condit si trasferì in Arizona, dove aprì una gelateria Baskin-Robbins insieme alla moglie, ma l'attività fallì nel 2008; fu successivamente presidente di un istituto non profit. Suo figlio Chad si candidò infruttuosamente per un seggio alla Camera nel 2012, mentre suo genero Adam Gray fu eletto all'Assemblea generale della California nello stesso anno.